# قانون‌شکنان (فیلم ۲۰۲۵)
قانون شکنان (به انگلیسی: Rule Breakers) یک فیلم درام آمریکایی محصول سال ۲۰۲۵ به کارگردانی، نویسندگی و تهیه کنندگی بیل گوتنتاگ است. داستان فیلم به دنبال یک زن رؤیایی است که جرقه امید و مخالفت را برمی‌انگیزد، که در آن شجاعت آنها جنبشی را شعله‌ور می‌کند که می‌تواند ملت آنها (افغانستان) را برای همیشه متحول کند. 
این فیلم در ۷ مارس ۲۰۲۵ در ایالات متحده اکران شد.

## خلاصه داستان
در کشوری که آموزش دختران به عنوان عصیان تلقی می‌شود، یک زن روشن‌فکر جرأت می‌کند تا به ذهن‌های جوان خواب بیاموزد. هنگامی که نوآوری آنها توجه جهانی را به خود جلب می‌کند، موفقیت آنها جرقه امید و مخالفت می‌کند. با ظهور تهدیدها و فداکاری‌ها، شجاعت و اتحاد آنها جنبشی را شعله‌ور می‌کند که می‌تواند برای همیشه جهان را متحول کند.

## انتشار
در اکتبر ۲۰۲۴، کمپانی انجل استودیوز حقوق پخش فیلم را به دست آورد،و فیلم را در ۷ مارس ۲۰۲۵ در سینماهای سراسر ایالات متحده، کانادا، آفریقای جنوبی و سریلانکا منتشر کرد.

## بازخوردها
در وب‌سایت جمع‌آوری نقد راتن تومیتوز بر اساس رای ۲۳ نقد منتقد، دارای میانگین امتیاز ۶٫۴ از ۱۰ می‌باشد.